# Transatlantisch
Transatlantisch bedeutet ursprünglich jenseits des Atlantiks gelegen oder überseeisch im Sinne des Verhältnisses von Europa und Afrika zu Nord- und Südamerika.
Durch die politische Entwicklung seit etwa 1850 verdichtete sich der Begriff im Sprachgebrauch auf die Beziehungen zwischen Europa und Nordamerika, speziell zu den USA. Gleichzeitig lockerten die Unabhängigkeitsbewegungen in  Mittel- und Südamerika die Bindungen der früheren Kolonien zum spanischen Mutterland; um die Erneuerung dieser Bindungen bemühte sich Anfang der 2000er-Jahre der ehemalige spanische König Juan Carlos.
Daher meint die Mehrzahl der Begriffe, die „transatlantisch“ oder ähnliches enthalten, das Verhältnis zwischen den USA sowie Kanada und Europa. Beispiele der Bedeutung von „transatlantisch“ sind unter anderem:
Geschichte und Politik
- Transatlantic Policy Network, Lobby-Organisation europäischer und amerikanischer Konzerne
- Transatlantikbrücke, 1952 gegründeter Verein mit dem Ziel einer „Brücke“ zwischen der Bundesrepublik Deutschland und den USA
- Transatlantischer Dreieckshandel, Erklärungsmodell für den früheren Sklavenhandel
- Transatlantischer Sklavenhandel, Handel der Europäer mit Sklaven und deren Transport nach Amerika

Wirtschaft
- Transatlantic Economic Council
- Transatlantisches Freihandelsabkommen
- Transatlantisches Telefonkabel, seit 1956 bestehende Kabelverbindung am Meeresboden für den Telefon- und Datenverkehr

Verkehr und Sport
- Transatlantikregatta, Segel-Regatten, die den Atlantik überqueren
- Transatlantik-Tunnel, den Atlantik unterquerender Eisenbahntunnel
- Transatlantikverkehr

In Forschung und Bildung
- Transatlantic Academy, Forschungseinrichtung mit Schwerpunkt Nordamerika und Europa

In Bereich Kunst und Kultur
- Transatlantic (Band), seit etwa 2000 vierköpfige Progressive-Rock-Gruppe
- TransAtlantik, von 1980 bis 1991 erschienene Kulturzeitschrift

Siehe auch
- Atlantiker
- Atlantiküberquerung
- Atlantische Initiative
- Beziehungen zwischen der Europäischen Union und den Vereinigten Staaten
- Blaues Band
- NATO
- Transatlantyk
- Übersee